# Парламент Первой Республики Армения
Парламент Первой Республики Армения (арм. Հայաստանի առաջին հանրապետության Խորհրդարան), Совет Армении (арм. Հայասանի խորհուրդ) — законодательный орган Первой Республики Армения. Действовало с лета 1818 года по декабрь 1920 года, когда Армения подверглась советизации. Изначально был образован на основе Тифлисского и Эриванского Армянского национального совета, с 48 депутатами. В период существования республики стало возможным проведение парламентских выборов, которые стали единственными. В итоге этих выборов большинство осталась у Армянской революционной федерации (дашнаки).
Правящая партия образовывала коалиции с другими фракциями парламента. В первом созыве коалиция была с Народной партией, а после выборов коалиция была образована с эсэровцами. Вне фракций были депутаты из мусульманской (тюркской), езидской и русской общин.

## Название
В течение XIX века участники армянского освободительного движения предлагали свои планы освобождения Армении. В публикации «Западни честолюбия» (арм. Որոգայթ փառաց) Шаамира Шаамиряна предлагалось назвать будущий парламент независимой Армении «Хайоц тун». В 1863, султан Османской империи утвердил Национальную конституцию армян, согласно которой образовывался «Ереспоханакан жогов», который состоял, в большинстве, из представителей армянской общины Константинополя (из 140 депутатов 100 были из Константинополя). В 1912 году вТифлисе появилось Армянское национальное бюро, которое в 1917 было переделано в Армянский национальный совет.
Парламент новосозданной республики назывался по-разному. В ходу были названия «Совет Армении», «Парламент», а также русифицированный вариант слова Парламент (Պարլամենտ).

## Первый созыв (1918—1919)

Первый созыв парламента Первой Республики Армения

Первый созыв парламента был созван 1 августа 1918 года. До этого большая часть территории республики находилась под оккупацией турецкой армии, существовала проблема около 400 тысяч беженцев и не было возможности провести общенациональные выборы.
Первую сессию первого созыва провел Аветик Саакян. На открытии присутствовали видные религиозные и военные деятели, представители мусульманской и русской общин, официальные лица Османской империи, Персии, Украины, Австро-Венгрии и Германии.
Депутатами первого созыва были в основном члены Армянских национальных советов Тифлиса и Эривани. В состав парламента первого созыва вошли 18 депутатов от дашнаков, шесть депутатов от Народной партии, эсэровцев, а также представители из мусульманской (тюркской), езидской и русской общин. В общем было 48 депутатов.

## Второй созыв (1919—1920)

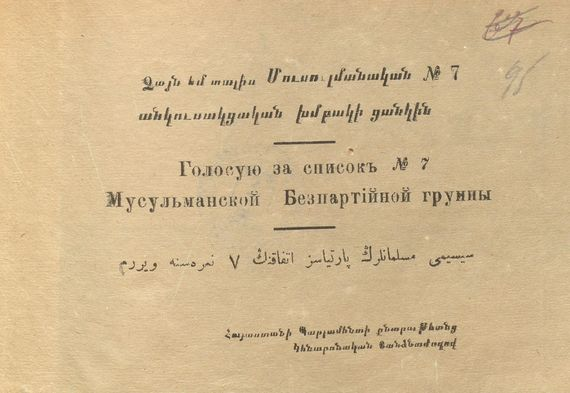
Бюллетень выборов 1919 года

Был образован в результате выборов, состоявшихся 21-23 июня 1919 года. В него вошли 80 депутатов, в том числе 12 от Западной Армении, а также депутаты от Ростова-на-Дону, Тифлиса, Баку и Польши. На этих парламентских выборах, ставших первыми в истории Армении, 72 из 80 мест в парламенте заняли представители правящей силы того времени — АРФД. 4 депутата были от партии социалистов-революционеров, были также 3 представителя мусульманской общины, а также 1 независимый депутат. 1 августа 1919 года Аветис Агаронян был избран спикером парламента.
Деятельность парламента была прекращена в результате падения Первой Республики Армения и советизации 2 декабря 1920 года.